# West Hampstead (Londen)
West Hampstead is een wijk in het Londense bestuurlijke gebied Camden, in de regio Groot-Londen.
De wijk bezit twee stations: West Hampstead en West Hampstead Thameslink en bovendien een metrostation West Hampstead.